# Bärenbrüder
Bärenbrüder (Originaltitel: Brother Bear) ist ein US-amerikanischer Zeichentrickfilm der Regisseure Aaron Blaise und Robert Walker und der 44. abendfüllende Zeichentrickfilm der Walt Disney Studios aus dem Jahr 2003. Die Fortsetzung Bärenbrüder 2 erschien im Jahr 2006.

## Handlung
Ende der Eiszeit in Nordamerika. Kenai lebt mit seinen zwei älteren Brüdern Sitka und Denahi in einem Stamm von Jägern und Sammlern und soll, wie es Tradition im Stamm ist, demnächst sein hölzernes Totem erhalten, das ihn für den Rest seines Lebens begleiten wird. Doch mit seinem Symbol, dem Totem der Liebe, einem Bären, ist Kenai unzufrieden. Seine Brüder hatten allesamt ein „männlicheres“ Totem bekommen. Denahi lacht Kenai aus, aber Sitka versucht ihm zu erklären, dass er ein sehr wertvolles und mächtiges Totem hat. Kenai kann nicht verstehen, was ein Bär mit ihm zu tun haben könnte, da dieses Totem für „Liebe“ steht und Kenai sich dadurch weniger als Mann fühlt.
Als sich ein Bär mit einem Korb voller von den Brüdern gefangener Fischen davonmacht, macht man Kenai Vorwürfe, da er zuvor nicht auf seine Brüder gehört hatte und den Korb mit einem Seil an einem Baum in Sicherheit gebracht hatte. Kenai macht sich deshalb selbst auf, die Fährte des Bären zu verfolgen. Sein Bruder Sitka macht sich um ihn Sorgen und folgt ihm nach. Wenig später kommt es zum Kampf zwischen Kenai und dem Bären. In einer aussichtslos erscheinenden Situation kommt gerade rechtzeitig Sitka hinzu und rettet ihn vor dem Bären, indem er sein Leben opfert. Wild entschlossen, seinen Bruder zu rächen, macht sich Kenai einige Zeit später auf die Jagd nach dem Bären, der Kenais Meinung nach Schuld am Tod von Sitka hat. Nachdem Kenai den Bären schließlich getötet hat, erscheinen seltsame bunte Lichter: Die großen Geister greifen ein und verwandeln Kenai in einen Grizzlybären, um ihm zu zeigen, was Toleranz und Freundschaft bedeuten. Als Bär begegnet Kenai den zwei Elchen Benny und Björn sowie dem kleinen Koda, der seine Mutter sucht und zum jährlichen Lachsfang unterwegs ist. Er weicht Kenai nicht mehr von der Seite und sieht ihn als seinen großen Bruder an. Kenai nutzt Koda aus, um zurück zu dem Berg zu gelangen, auf dem die Geister wachen. Denn nur dort, so denkt er, kann er zurückverwandelt werden. Doch Kenai entdeckt bald selbst brüderliche Gefühle für Koda und beschützt ihn vor Gefahren. Die zwei wandern in die Richtung des Berges, stets verfolgt vom dritten Bruder Denahi, der sich wiederum anschickt, den totgeglaubten Kenai zu rächen.
Gemeinsam treffen Kenai und Koda in der Nähe des Berges eine Gruppe Bären, die an einem Fluss Lachse fangen. Kenai lernt endlich, dass Bären keine Bestien sind, jedoch erfährt er auch, dass Kodas Mutter der Bär ist, den er zuvor selbst getötet hat. Kenai gesteht Koda die schreckliche Wahrheit. Schließlich machen sich beide auf den Weg zum Berg, werden aber in einen Kampf mit Denahi verwickelt, der seinen zum Bären verwandelten Bruder nicht erkennen kann. Kurz bevor er Kenai töten kann, erscheinen die Geister, darunter Sitka in Gestalt eines Adlers, und verwandeln Kenai zurück, da dieser nun bereit sei, sein Leben zu opfern und seine Schuld zu begleichen. Dieser versöhnt sich mit seinem Bruder, während Koda kurz den Geist seiner Mutter wiedersehen darf. Kenai entscheidet sich dafür, wieder ein Bär zu werden, da er meint, er werde von Koda gebraucht und es ihm auch schuldig sei – allerdings ist er auch in der Gestalt des Bären bei den Menschen in seinem Stamm jederzeit willkommen.

## Charaktere
Kenai
Kenai ist der jüngste der drei Brüder. Er möchte auf der Stelle erwachsen werden und sucht nach gefährlichen Abenteuern. Oft bringt er seine Brüder in Schwierigkeiten und doch halten sie immer zusammen. So will er zum Beispiel seinen toten Bruder Sitka rächen.
Sitka
Er ist der älteste der Geschwister, der Anführer. Sein Totem ist ein Adler und genauso führt er seine Brüder durchs Leben. Er nimmt die Stelle der toten Eltern ein und ist Denahis und Kenais Vorbild. Im Verlauf des Filmes stirbt er, dadurch löst er die ganze Geschichte aus.
Denahi
Der mittlere der Brüder wird von den anderen beiden ein wenig ausgeschlossen. Doch nach Sitkas Tod und dem Verschwinden Kenais zeigt auch er Mut, reist dem Bären hinterher und schwört Rache für seine beiden Brüder.
Koda
Koda ist ein kleines Bärenjunges, das seine Mutter verloren hat. Er ist auf dem Weg zu dem jährlichen Lachsfang und hilft Kenai aus einer Bärenfalle. Zusammen machen sie sich auf die lange Reise und werden beste Freunde.
Benny und Björn
Die aus Skandinavien eingewanderten Elche treffen auf Kenai kurz nach dessen Verwandlung. Sie glauben ihm nicht, dass er zuvor noch ein Mensch gewesen ist und verwandelt wurde. Die humorvollen und etwas dümmlichen Elchenbrüder tauchen im Film mehrmals auf.
Tanana
Tanana ist die Schamanin des Inuitstammes. Sie tritt mit den Geistern in Kontakt, um den Stammesmitgliedern ihre Totems zu besorgen. Auch Kenai bekommt sein Totem von ihr. Nachdem er in einen Bären verwandelt worden ist, taucht sie unverhofft auf und empfiehlt ihm, auf dem Berg, wo die Lichter die Erde berühren, mit den Geistern zu sprechen. Kurz darauf ist sie verschwunden, ohne Denahi etwas davon zu erzählen.

## Trivia
- Die beiden Elche heißen im Original eigentlich Tuke und Rutt. Die Namen wurden für die deutsche Synchronisation in Benny und Björn geändert.

- Die Regisseure Aaron Blaise und Robert Walker wollten für ihren Film einen ungewohnt naturalistischen Look, der die Natur wie ein realistisches Gemälde wiedergibt. Deshalb gab es im Vorfeld der Produktion Reisen in die Nationalparks Amerikas, darunter in die Yosemite-, Sequoia- und Yellowstone-Parks. Außerdem ließ sich das Team von den Gemälden von Albert Bierstadt inspirieren, von denen Disneys Geschäftsführer Michael Eisner einige an seine Zeichner auslieh.

- Mit der Gestaltung der Hintergründe orientierte man sich am Realismus von Bambi, wobei man die lyrischeren Momente wegließ. Auch die „Verniedlichung“ in Bambi sollte man in Bärenbrüder nicht wiederfinden. Dennoch zeigen die Tiere menschliche Züge, was mit der Aussage des Films zu tun hat, so dass leichte Comiczüge in den Charakteren im späteren Verlauf des Films zu finden sind. Dies passiert jedoch erst, nachdem Kenai zum Bären wurde.

- Die Verwandlung der Hauptperson verändert nicht nur im übertragenen Sinne die Sichtweise und Perspektive, die im Film geschildert wird: Das Format ändert sich nach der Transformation ebenfalls. Ist die Menschenwelt noch im für Trickfilme üblichen 1,85:1-Format dargestellt, so ist die Welt aus der Sicht des Bären Kenai in Cinemascope gehalten. Außerdem ändert sich die Kunstregie: Ist die Welt aus der Sicht des Menschen Kenai noch reich an Grautönen und der Klang verhältnismäßig dumpf, so sieht der Bär Kenai alles in einer reicheren Farbpalette und mit kräftigerem Klang. Zudem bewegt sich die Kamera wesentlich freier durch die Umgebung. Die Künstler wollten damit den Perspektivenwechsel unterstreichen und zeigen, dass die Natur und das Leben überhaupt schöner sein können, wenn die typisch menschliche Engstirnigkeit wegfällt. Der Effekt ist an den Farbfilm-Klassiker Der Zauberer von Oz angelehnt, in dem das triste Kansas in Schwarzweiß, Oz dagegen in Technicolor gezeigt wird.

- Die Geschichte ist eine der wenigen Handlungen, die Disney für seine Filme selbst erdachte. Die Grundidee entstand, als man alte Indianermythen hörte, in denen es darum geht, dass Menschen von den großen Geistern in Tiere verwandelt wurden, um ihnen eine Lektion zu erteilen. 1994 kam der Gedanke auf, dass man auf solch einer Geschichte einen Film aufbauen könnte. Damals wollte man ihn noch dramatischer gestalten und auch Shakespeare-Referenzen einbauen, doch dieser Gedanke wurde verworfen, da dieses Thema bereits in Der König der Löwen aufgegriffen wurde. Die Handlung wurde daraufhin mehrfach umgeschrieben. Den Regisseuren Blaise und Walker war es dabei auch sehr wichtig, die Geschichte trotz vieler sprechender Tiere nicht zu niedlich werden zu lassen. Sie wollten intensive, dramatische und emotionale Momente, die Kinder auch erschrecken könnten. Denn ihrer Meinung nach verkraften Kinder viel mehr, als ihnen zugetraut wird.

## Synchronisation
Die deutsche Synchronisation gab die Berliner Synchron GmbH in Berlin in Auftrag. Michael Nowka schrieb das Dialogbuch und führte die Dialogregie. Die Liedertexte wurden von Leslie Mandoki und Matthias Monka ins Deutsche übersetzt, zudem übernahm Mandoki die musikalische Leitung.
| Rolle           | Originalsprecher      | Deutscher Sprecher |
| Kenai           | Joaquin Phoenix       | Daniel Brühl       |
| Denahi          | Jason Raize           | Moritz Bleibtreu   |
| Sitka           | D.B. Sweeney          | Gedeon Burkhard    |
| Tanana          | Joan Copeland         | Barbara Adolph     |
| Koda            | Jeremy Suarez         | Johannes Bachmann  |
| Tug             | Michael Clarke Duncan | Ben Hecker         |
| Björn           | Dave Thomas           | Thomas Danneberg   |
| Benny           | Rick Moranis          | Stefan Gossler     |
| Witwe           | Estelle Harris        | Luise Lunow        |
| Verliebter Bär  | Greg Proops           | Thomas Nero Wolff  |
| Verliebte Bärin | Pauley Perrette       | Sabine Arnhold     |
| Kroatischer Bär | Darko Cesar           |                    |
| Bärendame       | Hope Levy             | Constanze Harpen   |
| Erzähler        | Harold Gould          | Dieter Bellmann    |

## Soundtrack
Im Oktober 2003 erschien ein Soundtrack-Album zum Film. Die Lieder dieses Albums wurden – wie bereits beim Soundtrack zum Disney-Film Tarzan aus dem Jahr 1999 – von Phil Collins geschrieben, für die Filmmusik arbeitete Collins mit Mark Mancina zusammen. In der Originalfassung singt Tina Turner das Lied Great Spirits.
Lieder (deutschsprachige Version)
1. No Way Out
2. Götter der Ewigkeit (Gracia Baur)
3. Transformation (The Bulgarian Women’s Choir)
4. Ich bin unterwegs (On My Way)
5. Welcome
6. Kein Weg zurück (No Way Out)
7. Look Through My Eyes
8. Transformation
9. On My Way
10. Willkommen (Welcome)
11. Die drei Brüder
12. Erwachen als Bär
13. Eine Wildnis voller Schönheit und Gefahr

## Kritiken und Resonanz
Bärenbrüder spielte in den Vereinigten Staaten zwar über 85 Mio. US-Dollar ein, trotzdem bezeichnete ihn Disney als Flop, obwohl auch außerhalb der Vereinigten Staaten gute Einnahmen von 164 Mio. US-Dollar erzielt wurden. Das überraschte die Geschäftsführung, denn für gewöhnlich spielen Filme außerhalb der Vereinigten Staaten immer ungefähr so viel ein, wie der Film in den Vereinigten Staaten an sich. Zudem übertraf dieses Ergebnis auch das Ergebnis von Lilo & Stitch, den Disney intern als großen Erfolg wertete.
Die Kritiken in den Vereinigten Staaten waren geteilt, wobei die meisten Kritiken behaupten, der Film kopiere zu viel von älteren Disneyfilmen. In Europa waren die Kritiken wesentlich wohlwollender und feierten vor allem die Dramaturgie und Emotionalität, wobei die Kritiken den Humor betreffend auseinandergehen. Manche sprachen sogar vom besten Disney-Film seit Der König der Löwen, weiter verbreitet ist die Meinung, er sei der letzte gute Zeichentrickfilm.

## Fortsetzung
Aufgrund der Einspielergebnisse und Kritiken außerhalb der Vereinigten Staaten gab Disney der Fortsetzung von Bärenbrüder grünes Licht. 2006 erschien sie weltweit direkt auf DVD.

## Auszeichnungen
- Der Film wurde 2004 für einen Oscar in der Kategorie „Bester Animationsfilm“ nominiert.
- ASCAP Film and Television Music Award für Phil Collins
  - Album: Bärenbrüder-Soundtrack
- BMI Film Music Award für Mark Mancina
- Heartland Award of Excellence